# 鼻鼾
鼻鼾是呼吸系統的結構震動而產生的聲音，原因是睡覺時呼吸被阻擋。在一些情況下聲音較輕，但一般情況下都是嘈吵及煩人的。鼻鼾同時可能是睡眠窒息症的第一個警號。研究指出鼻鼾是睡眠不足的一項因素。

## 名稱
表示發出鼾聲的意思，可用「打鼾」，或俗「打呼」「打呼嚕」。「鼾」其字其音，至少在東漢以前就訓爲鼾聲的意思。

## 成因
鼻鼾通常由於悬雍垂和软颚鬆弛而引起，鬆弛的軟組織會令到氣管阻塞或不暢通，導致不規則的氣流和振動。以下的情況都可能是鼻鼾的成因：
- 生活習慣，如吸煙、酗酒或濫藥[4]
- 嚥喉無力，導致睡眠期間嚥喉關閉[5]
- 顎位不對齊，通常是由於肌肉緊張所致[3]
- 肥胖症，過多脂肪積聚於嚥喉附近[4][5]
- 鼻腔阻塞[3]
- 阻塞性睡眠呼吸暂停[3]
- 睡眠不足[3]
- 仰睡[3]

- 以口呼吸[6]